# Berta Sala i Riba
Berta Sala i Riba (Manresa, 22 d'abril de 1997) és músic, cantant, pianista i compositora catalana. Va obtenir el grau professional de piano al Conservatori de Manresa. Es presenta al Conservatori del Liceu en l'especialitat de jazz i música moderna, on és acceptada amb una beca bianual de Ferrer Salat Joves Talents. El tercer curs el realitza a l'ArtEZ University of Arts dels Països Baixos.

## Carrera musical
Ha participat en diferents projectes actuant dins del Festival Internacional de Jazz de Barcelona, al Festival Internacional de Musica Castell de Peralada, al Palau de la Musica Catalana, i la Cripta de la Colònia Gaudí entre d'altres. Va ser finalista juntament amb el músic i guitarrista Martí Riera a Juventudes Musicales de España.
L'any 2019 es gradua al Conservatori del Liceu en el grau superior d'interpretació de cant jazz i modern. En aquests anys, va formar part de la Companyia Torreta com a cantant, grup de música Folk del Bages. Durant l'estada del tercer curs del grau a l'ArtEZ d'Holanda, va rebre una masterclass amb Becca Stevens i Jolanda Geven va ser la seva professora. També ha rebut formació per part de Joey Blake, Cyrille Aimée, Michael Kanan i Judy Niemack.
L'any 2020 publica el seu primer àlbum titulat Hertogstraat amb Segell Microscopi. En aquest primer disc, la manresana publica cançons originals que beuen de melodies populars i agermana ritmes mediterranis i llatins on també hi ha espai per la improvisació. És amb aquest mateix disc que serà finalista dels Premis Enderrock com a millor artista revelació de l'any 2020.
L'any 2021 forma un duo amb el pianista austríac Dominik Landolt i publiquen un disc titulat Songs of my friend, enregistrat a Àustria. El disc consta d'onze cançons escrites pel duo i interpretades a quintet, amb una sonoritat jazzística i música moderna, cantats majoritàriament en català.
Recentment, ha publicat el seu nou disc Sense Saber-ho, que la consolida com a cantant i compositora. Vuit composicions pròpies, enregistrades a The Sound of Wood i produïdes conjuntament amb el productor Àlex Pérez.
L'any 2022 forma part de la banda de la Sara Roy com a corista i teclista. Ha col·laborat amb artistes com Magalí Sare, Alba Careta i Carolina Alabau amb el seu single Sola. En el seu darrer àlbum hi col·labora Guillem Roma. Actualment, Sala forma part de diferents projectes: Cadenes i Flors, un projecte format per la Laia Tatjé (ball), Berta Sala (veu i composició), Clara Palet (veu i composició), Naiara Burke (musicòloga) i Mar Martínez (escenògrafa), on la música i la dansa s'ajunten per reivindicar la figura de Palmira Jaquetti i Isant a través de recerca musicològica. Sambach, un espectacle musical i visual creat a Barcelona on es revelen els ponts secrets compartits per la cultura de Johann Sebastian Bach i la música popular brasilera. Groovin' CAT, un projecte de música folk i música electrònica on Sala toca el Moog i que han estat finalistes al Concurs Sons de la Mediterrània de l'any 2023.
És professora de llenguatge musical i cant al Taller de Músics des de l'any 2019. També ha estat Vocal Coach al Eufòria Campus de TV3.

## Discografia
- Hertogstraat - Berta Sala (2020)
- Songs of my friend  - Berta Sala i Dominik Landolt (2021)
- Sense Saber-ho - Berta Sala (2023)